# Radlkoferotoma
Radlkoferotoma, rod glavočika iz podtribusa Disynaphiinae, dio tribusa Eupatorieae.

## Opis
Rod Radlkoferotoma uključuje 3 drvenaste vrste koje se nalaze u Urugvaju i Brazilu. Osim habitusa, rod se razlikuje po papusu od 5 kratkih ljuskica i preklapajućem omotaču od involukralnih brakteja.

## Vrste
1. Radlkoferotoma berroi (Hutch.) R.M.King & H.Rob.
2. Radlkoferotoma cistifolium Kuntze
3. Radlkoferotoma ramboi (Cabrera) R.M.King & H.Rob.

## Sinonimi
- Carelia Less.; Syn. Gen. Compos. 156 (1832) non Ponted. ex Fabr., non Juss. ex Cav.